# Go Graal Blues Band
A Go Graal Blues Band foi um grupo português de blues rock formado no ano de 1975 que, contrariamente ao que era habitual na época, cantava unicamente em inglês.

## Biografia
A Go Graal Blues Band faz a sua aparição em 1975, integrando João Allain (guitarra), Artur Paes (baixo), Zito (bateria), Tony Sousa (guitarra) e José Carlos Cordeiro (voz) e definiam-se como um grupo que se dedicava a tocar e a cantar blues. Após várias experiências a formação estabiliza com Paulo Gonzo (voz e harmónica), João Allain (guitarra solo), Raúl Barrigas dos Anjos (bateria), Augusto Mayer (harmónica), António Ferro (baixo), João Esteves (guitarra) e José Carlos Cordeiro (voz principal).
Em 1979 assinam contracto com a Imavox e lançam, ainda nesse ano, Go Graal Blues Band, o seu primeiro LP, onde o grupo assume totalmente uma postura dedicada ao blues eléctrico, notório em temas como "Baby, I Wanna…", "The Fault Is Her Own" e "The Last One". Nesse ano entra Tó Andrade para o lugar de baixista. A 22 de Setembro, a convite de José Nuno Martins realizam o primeiro concerto com raios laser no Instituto Superior de Agronomia. Este concerto foi transmitido em directo pela RTP 1 e consta dos arquivos da RTP.
Em 1980 lançam o single "They Send Me Away", apresentando um som mais rock, muito próximo do estilo dos Dr. Feelgood. O apresentador do programa Rock Em Stock, Luís Filipe Barros, produz o single "Lay Down", vindo este a atingir o primeiro lugar do Top no Rock Em Stock.
Em 1982 é lançado o segundo LP da banda, "White Traffic". Da formação original já só restam Paulo Gonzo e João Allain. O baixo está a cargo de Fernando Delaere e a bateria de Hippo Birdie. Deste LP fazem parte temas como "N'Roll", "Lonely" e "Guetto Drunk". A evolução musical do grupo é notória e o  sucesso  mede-se não tanto pelas vendas de discos, mas sim pelo número de espectáculos.
Divergências internas quanto à autoria dos temas levam à saída de Delaere e Birdie que vão para os Roxigénio e novos membros são recrutados. Entra para a bateria Mário Pereira (Márito) e Henrique Leite fica encarregue do baixo. É editado o Mini-LP "Blackmail" onde se podem escutar temas de blues/rock como "Champagne All Night", "Love Fashion" e "Midnight Killer".
Em 1984 é editado o Máxi-Single Dirty Brown City com temas como "Dirty Brown City", "Fast Flirt" e "Wild Beat Blues". Nesse ano dá-se a reentrada de Tó Andrade para o baixo, a convite de João Allain.
Em 1987, é lançado o último álbum  da banda, "So Down Train", com uma sonoridade mais amadurecida mas longe do sucesso de outras épocas. O último disco da Go Graal traz temas como "They Don't Give A Damn", "A Little Bit" ou "City Lights".
Após o lançamento desse LP, Paulo Gonzo abandona a banda para se lançar numa carreira a solo. É substituído por João Melo, passando a banda a ser constituida por João Melo, João Allain, Tó Andrade, Leonel Cardoso (sax), Fernando Costa (teclas) e Chico Cardoso (bateria). Após cerca de seis meses, regressa Mário Pereira à bateria e o 1.º cantor José Carlos Cordeiro.
Devido ao fracasso comercial do LP "So Down Train", reflectindo-se na diminuição do número de espectáculos, o grupo toma a decisão de se dissolver, levando, no ano de 1989, à extinção de um dos grupos mais marcantes de blues/rock em Portugal.[carece de fontes?]
Tiveram uma carreira recheada de espectáculos, onde se destacam a primeira parte do espectáculo dos The Shirts em Lagos, a 1ª parte de Jan Akkerman no Dramático de Cascais, a 1ª parte da Blues Band no Coliseu e um concerto memorável no Coliseu de Lisboa como cabeça de cartaz.
Infelizmente, até ao momento,  nenhum dos álbuns da Go Graal Blues Band foi reeditado em CD.

## Discografia

### Álbuns
- Go Graal Blues Band (LP, Imavox, 1979)
- White Traffic (LP, Vadeca, 1982)
- Blackmail (Mini-LP, Vadeca, 1983)
- Go Graal Blues Band 1979~1983 (LP, Colectânea, Vadeca,1983)
- So Down Train (LP, Schiu!/Transmédia,1987)

### Singles
- They Send Me Away/Outside (Single, Imavox, 1980)
- Touch Me Now/Lay Down (Single, RCS, 1981)
- Lonely/N'Roll (Single, Vadeca, 1983)
- Casablanca/Wild Beat Blues (Single, Vadeca, 1983)
- Dirty Brown City (Máxi Single, Vadeca, 1984)
- Smell/Walking (Single, Transmédia, 1987)